# Leucania coenosa
Leucania coenosa là một loài bướm đêm trong họ Noctuidae.